# Armand-Désiré d'Aiguillon
Armand Desiré de Vignerot du Plessis, duca d'Aguillon (Parigi, 31 ottobre 1761 – Amburgo, 4 maggio 1800), è stato un politico e nobile francese.

## Biografia

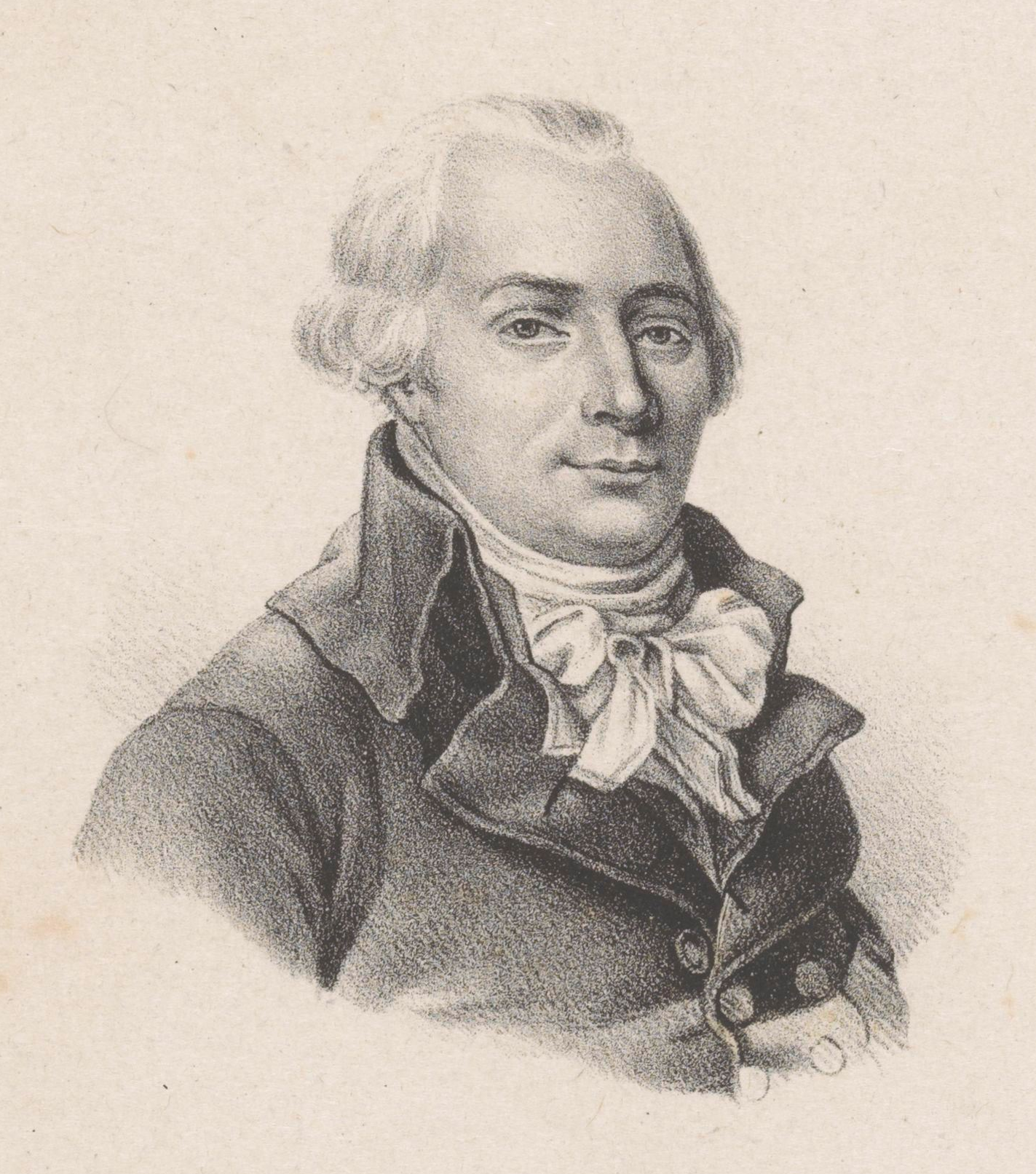
Armand-Désiré de Vignerot du Plessis in un'incisione del XIX secolo

Unico figlio maschio del duca Emmanuel-Armand d'Aiguillon, succedette al titolo di famiglia alla morte di quest'ultimo nel 1788.
Massone, fu fondatore e Maestro venerabile della loggia "La sincère union" di Châtelaudren nel 1774.
Fu deputato per la nobiltà di Agen dal 1789, ma fu uno dei primi allearsi con il Terzo stato ed a rinunciare ai privilegi della nobiltà, subito dopo Louis-Marie de Noailles. Se tale rinuncia sia stata del tutto spontanea o dettata dagli eventi in corso, non è dato a sapere ma certamente questo gesto gli valse la considerazione dei rivoluzionari che lo elessero generale dell'esercito repubblicano. La notizia fece sensazione, dal momento che il duca d'Aiguillon aveva una delle fortune più grandi in danaro di tutta la Francia, dopo il re; probabilmente tale atteggiamento è stato spiegato da alcuni storici come una sostanziale opposizione alla regina Maria Antonietta che aveva contribuito alla caduta in disgrazia di suo padre. Sempre nel 1789 divenne uno dei capi del Club bretone.
Venne eletto segretario dell'Assemblea costituente il 4 gennaio 1790 e il 15 aprile si dichiarò favorevole alla creazione degli assegnati. Il successivo 15 maggio, si espresse con voto contrario all'entrata in guerra contro l'Inghilterra, ma si pronunciò favorevole nel voler assegnare il diritto di dichiarare guerra o meno al governo e non più al sovrano come accadeva sino a quel momento.
Fu ad ogni modo costretto dall'Assemblea nazionale legislativa ad emigrare durante il regno del Terrore (1793-1794). Si portò per questo a Londra ove entrò in contatto con personaggi con altri rivoluzionari come Charles Lameth ed entrando in contatto con personalità del mondo delle arti come Giovanni Battista Viotti e Richard Brinsley Sheridan, per quanto le posizioni politiche tenute in Francia all'epoca della prima rivoluzione lo resero invece inviso a personaggi influenti alla corte inglese come il William Douglas, IV duca di Queensberry. Fu probabilmente per ostilità di quest'ultimo che venne infine costretto ad abbandonare l'Inghilterra.
Trasferitosi nella città tedesca di Amburgo, ospite presso gli amici Alexandre e Charles-Malo de Lameth, venne fatto prigioniero dai rivoluzionari che lo accusavano di tradimento degli ideali della repubblica e di tentativo di sedizione verso la patria e venne quindi fucilato.